# Ojojona (ort)
Ojojona är en ort i Honduras.   Den ligger i departementet Departamento de Francisco Morazán, i den sydvästra delen av landet, 19 km sydväst om huvudstaden Tegucigalpa. Ojojona ligger 1 377 meter över havet och antalet invånare är 2 790.
Terrängen runt Ojojona är kuperad. Runt Ojojona är det ganska tätbefolkat, med 60 invånare per kvadratkilometer. Närmaste större samhälle är Tegucigalpa, 19,0 km nordost om Ojojona. 